# The Round-Up (film fra 1920)
The Round-Up er en amerikansk stumfilm fra 1920 af George Melford.

## Medvirkende
- Roscoe "Fatty" Arbuckle som Slim Hoover
- Mabel Julienne Scott som Echo Allen
- Irving Cummings som Dick Lane
- Tom Forman som Jack Payson
- Wallace Beery som Buck McKee
- Jean Acker som Polly Hope
- Guy Oliver som Jim
- Jane Wolfe som Josephine
- Fred Huntley som Sagebrush Charlie
- George Kuwa
- Lucien Littlefield
- Chief Red Fox
- Molly Malone
- Buster Keaton